# Toxeutes arcuatus
Toxeutes arcuatus är en skalbaggsart som först beskrevs av Fabricius 1787.  Toxeutes arcuatus ingår i släktet Toxeutes och familjen långhorningar. Inga underarter finns listade i Catalogue of Life.